# Prenez garde aux moroses
Pour plus de détails, voir Fiche technique et Distribution.
Prenez garde aux moroses  est un téléfilm français réalisé par Paul Vecchiali en 1973 et diffusé comme épisode de la série télévisée Témoignages (une série policière diffusée entre 1973 et 1974).

## Fiche technique
- Titre : Prenez garde aux moroses
- Réalisation : Paul Vecchiali
- Scénario : Pierre Boileau, Félicien Marceau, Thomas Narcejac et Michel Tournier
- Langue : français
- Genre : Policier

## Distribution
- Juliette Mills
- Roger Van Hool